# 힐티
힐티(영어: Hilti Corporation)는 리히텐슈타인의 전동 공구 제조 기업이다.

## 같이 보기
- 리히텐슈타인의 경제